# Bornmann Glacier
Bornmann Glacier är en glaciär i Antarktis. Den ligger i Östantarktis. Nya Zeeland gör anspråk på området. Bornmann Glacier ligger 281 meter över havet.
Terrängen runt Bornmann Glacier är varierad. Havet är nära Bornmann Glacier åt nordost. Trakten är obefolkad. Det finns inga samhällen i närheten. 